# سیارک ۱۳۲۷۹۲
سیارک ۱۳۲۷۹۲ (به انگلیسی: 132792 Scottsmith، نامگذاری:2002PB152) صد و سی و دو هزار و هفتصد و نود و دومین سیارک کشف شده‌است که در ۱۰ اوت ۲۰۰۲ کشف شد.